# Meistriliiga (2003)
Meistriliiga 2003 była 13. edycją najwyższej klasy rozgrywkowej piłki nożnej w Estonii.
Brało w niej udział 8 drużyn, które w okresie od 13 marca do 2 listopada 2003 rozegrały 28 kolejek meczów. Flora Tallinn zdobyła trzeci tytuł z rzędu, a siódmy w swojej historii.

## Uczestniczące drużyny
| Uczestnicy poprzedniej edycji | Uczestnicy poprzedniej edycji | Uczestnicy poprzedniej edycji | Uczestnicy poprzedniej edycji |
| --- | ----------------------------- | ----------------------------- | ----------------------------- |
| FLO | Flora Tallinn                 | Tallinn                       | 1                             |
| LMA | Maardu FC Levadia             | Maardu                        | 2                             |
| TVM | Tallinna FC TVMK              | Tallinn                       | 3                             |
| NVA | JK Narva Trans                | Narwa                         | 4                             |
| VTU | Viljandi Tulevik              | Viljandi                      | 5                             |
| LTA | Tallinna FC Levadia           | Tallinn                       | 6                             |
| Awans z Esiliigi |                               |                               |                               |
| VAL | FC Valga                      | Valga                         | 1                             |
| po barażach |                               |                               |                               |
| KUR | FC Kuressaare                 | Kuressaare                    | 2                             |
| Oznaczenia: - kolumna pierwsza – skróty nazw drużyn, - kolumna trzecia – siedziba klubu, - kolumna czwarta – miejsce zajęte w poprzednim sezonie. |                               |                               |                               |

## Tabela
| Lp. | Drużyna            | M  | Z  | R | P  | B+  | B–  | +/–  | Pkt | Kwalifikacja lub spadek                     |
| --- | ------------------ | -- | -- | - | -- | --- | --- | ---- | --- | ------------------------------------------- |
| 1   | Flora Tallinn (M)  | 28 | 24 | 4 | 0  | 105 | 21  | +84  | 76  | Liga Mistrzów UEFA • I runda kwalifikacyjna |
| 2   | TVMK Tallinn       | 28 | 20 | 5 | 3  | 82  | 26  | +56  | 65  | Puchar Europy UEFA • I runda kwalifikacyjna |
| 3   | Levadia Maardu (P) | 28 | 15 | 4 | 9  | 54  | 30  | +24  | 49  | fuzja                                       |
| 4   | Narva Trans        | 28 | 14 | 5 | 9  | 58  | 43  | +15  | 47  | Puchar Intertoto UEFA (2004)                |
| 5   | Viljandi Tulevik   | 28 | 8  | 6 | 14 | 44  | 56  | −12  | 30  |                                             |
| 6   | Levadia Tallinn    | 28 | 8  | 4 | 16 | 44  | 63  | −19  | 28  | fuzja                                       |
| 7   | Valga (B, O)       | 28 | 3  | 8 | 17 | 25  | 63  | −38  | 17  | baraż o Meistriliiga                        |
| 8   | Kuressaare (S)     | 28 | 1  | 2 | 25 | 11  | 121 | −110 | 5   | spadek do Esiliiga                          |

1. ↑  Po zakończeniu sezonu Maardu FC Levadia połączyłą się z Tallinna FC Levadia przyjmując jej nazwę. Tallinna FC Levadia została jej drugim zespołem[1][2].

## Wyniki
| Gospodarz \ Gość | FLO | LMA | LEV | KUR | NAR | TUL | VAL | TVM | FLO | LMA | LEV | KUR  | NAR | TUL | VAL | TVM |
| ---------------- | --- | --- | --- | --- | --- | --- | --- | --- | --- | --- | --- | ---- | --- | --- | --- | --- |
| Flora Tallinn    |     | 2–0 | 3–0 | 7–1 | 2–2 | 3–1 | 3–2 | 2–2 |     | 1–0 | 4–1 | 17–0 | 2–0 | 2–1 | 5–0 | 2–0 |
| Levadia Maardu   | 1–2 |     | 1–0 | 7–0 | 1–0 | 1–4 | 0–0 | 0–3 | 1–3 |     | 4–0 | 2–0  | 5–3 | 3–0 | 0–0 | 1–4 |
| Levadia Tallinn  | 1–4 | 2–3 |     | 4–2 | 0–1 | 2–1 | 2–1 | 0–3 | 1–3 | 1–1 |     | 3–1  | 1–3 | 4–2 | 0–0 | 1–4 |
| Kuressaare       | 0–4 | 0–6 | 3–9 |     | 0–3 | 0–4 | 2–1 | 0–4 | 0–6 | 0–2 | 0–5 |      | 1–3 | 0–3 | 0–1 | 0–2 |
| Narva Trans      | 1–3 | 1–0 | 2–1 | 3–0 |     | 2–2 | 4–0 | 1–2 | 0–0 | 5–1 | 1–2 | 8–0  |     | 3–2 | 3–0 | 2–0 |
| Viljandi Tulevik | 0–2 | 0–2 | 3–1 | 0–0 | 1–1 |     | 3–3 | 0–0 | 0–5 | 0–1 | 2–0 | 5–0  | 3–4 |     | 3–1 | 1–3 |
| Valga            | 0–4 | 0–3 | 1–1 | 0–0 | 2–2 | 1–2 |     | 0–3 | 1–7 | 0–3 | 4–1 | 4–1  | 0–1 | 0–0 |     | 1–3 |
| TVMK Tallinn     | 4–4 | 1–1 | 0–0 | 3–0 | 4–0 | 4–0 | 4–1 |     | 1–3 | 2–0 | 6–1 | 5–0  | 4–3 | 8–1 | 3–1 |     |

## Baraż o Meistriliiga
Valga wygrała 5-2 dwumecz z Pärnu Tervis drugą drużyną Esiliiga o miejsce w Meistriliiga na sezon 2004.
| 12 listopada 2003 | Pärnu Tervis                              | 2:2   | Valga                                        |  |
|                   | Indrek Valejev 24' · Andrei Savotškin 28' | (2:2) | 10' Priit Raamat · 37' Aleksandr Tarassenkov |  |

| 22 listopada 2003 | Valga                                                              | 3:0   | Pärnu Tervis |  |
|                   | Andrei Antonov 33' · Aleksandr Tarassenkov 43' · Aivar Anniste 54' | (2:0) |              |  |

## Najlepsi strzelcy
| Bramki | Strzelcy             | Drużyna          |
| ------ | -------------------- | ---------------- |
| 35     | Tor Henning Hamre    | Flora Tallinn    |
| 22     | Andrei Krõlov        | TVMK Tallinn     |
| 21     | Ingemar Teever       | TVMK Tallinn     |
| 16     | Maksim Gruznov       | Narva Trans      |
| 14     | Argo Arbeiter        | Levadia Maardu   |
| 14     | Vjatšeslav Zahovaiko | Flora Tallinn    |
| 12     | Dmitri Lipartov      | Narva Trans      |
| 12     | Vladimir Tšelnokov   | Levadia Maardu   |
| 11     | Enver Jääger         | Viljandi Tulevik |
| 11     | Maksim Rõtškov       | Levadia Maardu   |
| 11     | Kristen Viikmäe      | Flora Tallinn    |

Źródło:

## Stadiony
| Flora Tallinn TVMK Tallinn |
| -------------------------- |
| A. Le Coq Arena            |
|                            |

| Narva Trans               |
| ------------------------- |
| Narva Kreenholmi staadion |
|                           |

| Kuressaare               |
| ------------------------ |
| Kuressaare linnastaadion |
|                          |

| Levadia Maardu Levadia Tallinn |
| ------------------------------ |
| Stadion Kadriorg               |
|                                |

| Valga             |
| ----------------- |
| Stadion Centralny |
|                   |

| Viljandi Tulevik       |
| ---------------------- |
| Viljandi linnastaadion |
|                        |

Źródło: